# Fernando Rocha (jornalista)
Fernando Henrique Maciel Rocha (Belo Horizonte, 13 de novembro de 1966) é um jornalista e apresentador brasileiro.

## Carreira
Antes de se dedicar ao jornalismo, atuou como cientista de dados durante dez anos. No tempo que se dedicou à arte dos dados, foi chamado para apresentar um talk show na Rede Minas. Em seguida cursou Jornalismo e trabalhou na Rede Bandeirantes e na Rede Globo, em São Paulo. Atuou como repórter e, no campo esportivo, como editor de esportes. Finalmente, decidiu seguir carreira no jornalismo.[carece de fontes?]
Em 21 de fevereiro de 2011, passou a ser o apresentador do programa Bem Estar, ao lado de Mariana Ferrão. Participou em 2015 do Dança dos Famosos. Em 2018, ficou conhecido nacionalmente após fazer uma piada da "Clara com o Ovo". A piada fez com que ele recebesse uma advertência da Rede Globo por ela ser sem graça, virando "meme" na internet. Em 27 de fevereiro de 2019, deixou o comando da atração após 8 anos.
Em 2020, lançou o podcast Na Medida do Possível (Ou Quase), em que discute temáticas relacionadas a saúde. O título do programa é o mesmo de seu primeiro livro, publicado em 2018.

## Televisão
| Ano       | Titulo                       | Emissora  | Notas        |
| --------- | ---------------------------- | --------- | ------------ |
| 2011-2019 | Bem Estar                    | TV Globo  | Apresentador |
| 2015      | Dança dos Famosos            | TV Globo  | Participou   |
| 2019      | The Noite com Danilo Gentili | SBT       | Entrevista   |
| 2022      | É Assim Que a Gente Fala     | TV Senado | Apresentador |

## Vida pessoal
Foi casado com a diretora teatral Yara de Novaes, com quem teve dois filhos: o repórter Pedro, nascido em 1992 e Rafael. É casado com a repórter Júlia Bandeira.
É Torcedor Declarado do Cruzeiro Esporte Clube e filho do ex-presidente José Dalai Rocha.[carece de fontes?]